# Armia „Modlin”
Armia „Modlin” – związek operacyjny Wojska Polskiego w kampanii wrześniowej 1939 roku.
W czasie kampanii wrześniowej armia dowodzona przez gen. bryg. Emila Przedrzymirskiego walczyła w składzie dwóch dywizji (8. i 20.), Nowogrodzkiej i Mazowieckiej Brygady kawalerii oraz Warszawskiej Brygady ON. Broniła pozycji mławskiej w kierunku na Warszawę. W toku działań została zasilona oddziałami Grupy Operacyjnej „Wyszków” i 33 Dywizji Piechoty. Po walkach nad granicą i na Bugo-Narwi jej dwie dywizje pozostały w obronie Modlina i Warszawy, a pozostałe siły wycofały się na południe i weszły w skład armii gen. Przedrzymirskiego. W jej składzie walczyły w II bitwie tomaszowskiej. GO Kawalerii gen. Andersa stanowiła odwód Naczelnego Dowództwa.

## Geneza i zadania
Armia została utworzona 23 marca 1939. 
Pas działania Armii: granica wschodnia – jak zachodnia SGO „Narew“, granica zachodnia: Lidzbark – Sierpc – Dobrzyń nad Wisłą.
Zadaniem armii było osłonić kierunki na Warszawę i Płock, w ostateczności bronić linii rzek Narew – Bug – Wisła. Winna utrzymać przedmościa w Modlinie i Pułtusku, a gros sił użyć do osłony kierunku na Warszawę.
Wskazówki wykonawcze określały, że głównym zadaniem Armii miała być osłona kierunku na Warszawę. Tam też powinny były znaleźć się obydwie dywizje piechoty i jedna brygada kawalerii;. Na kierunku płockim jedna brygada kawalerii. Armia miała wysunąć się jak najdalej do przodu, trzymając dywizje piechoty razem, by nie zostały pobite oddzielnie. Wytyczne informowały też, że  Odwód „Wyszków” w sile dwóch dywizji piechoty, jest przewidziany do użycia na obszarze odpowiedzialności Armii. Pas działania Armii miał w pobliżu granicy szerokość 90 km, na pozycji zasadniczej 170 km. Głębokość pasa działania do Wisły wynosiła 90 km. 
Początkowo dowódcy Armii podlegało bezpośrednio dziewięć jednostek bądź zgrupowań. Były to przedmościa: „Różan”, „Pułtusk”, „Zegrze”, „Modlin” i „Płock”, Mazowiecka Brygada Kawalerii, 20 Dywizja Piechoty, Nowogródzka Brygada Kawalerii i 8 Dywizja Piechoty. Dwa pierwsze przedmościa przeszły faktycznie pod rozkazy dowódcy Odwodu „Wyszków”.
Zamiar dowódcy armii
Celem zyskania przestrzeni, dowódca armii zdecydował się wysunąć obronę jak najdalej na północ i przyjąć rozstrzygającą bitwę nie na linii Narwi, Bugu i Wisły, lecz tuż przy granicy z Prusami Wschodnimi na linii Lidzbark – Mława – Krzynowłogi. Trzon obrony stanowiła 20 Dywizja Piechoty rozmieszczona na zawczasu przygotowanych i silnie umocnionych stanowiskach w rejonie Mławy. Lewe skrzydło dywizji osłaniać miała Nowogrodzka Brygada Kawalerii. Winna też dozorować kierunek Lidzbark – Sierpc – Płock. Mazowiecka Brygada Kawalerii osłaniała prawe skrzydło i dozorowała kierunki z Janowa i Chorzel na Krzynowłogi – Przasnysz i Krzynowłogi – Grodzisk – Ciechanów. Odwodowa 8 Dywizja Piechoty miała być rozmieszczona w rejonie Ciechanowa i być w gotowości do działań pod Mławą.
W razie konieczności odejścia z pozycji mławskiej gen. Przedrzymirski zamierzał stawić przejściowy opór na dwu kolejnych liniach po Ciechanów, a następnie odskoczyć na linię Wisły.
W przypadku wyraźnego głównego uderzenia na kierunku Modlina dowódca armii spodziewał się, że Odwód „Wyszków” będzie uderzał z przedmości na Narwi, a w przypadku zaś zwrotu głównego uderzenia na Narew, Odwód „Wyszków” przejdzie do obrony na Narwi, Armia „Modlin” zaś wykona przeciwnatarcie wychodząc z Zegrza, Modlina i Wyszogrodu.

## Działania
W oparciu o pozycję mławską Armia miała bronić północnego podejścia do Warszawy od strony Prus Wschodnich. Linię fortyfikacji mławsko-rzęgnowskich obsadziła 20 DP. Pozycji „mławskiej” broniły 78 pp i 80 pp. Szerokość bronionego odcinka przez te pułki wynosiła około 15 km, zaś 79 pp zajmował 10. km odcinek pozycji „rzęgnowskiej”. Między tymi pozycjami był odcinek „martwy” o szerokości około 6 km. W Działdowie rozlokowany był batalion strzelców (III/32 pp) Nowogródzkiej Brygady Kawalerii. Większość sił brygady zajmowała pozycje w rejonie Lidzbarka, gdzie były pobudowane stałe fortyfikacje. Między brygadą a 20 DP była luka o szerokości około 12 – 15 km. Wschodnią „granicę” obrony armii, o szerokości około 22 km, obsadzała Mazowiecka Brygada Kawalerii rozlokowana pomiędzy miejscowościami Krzynowłogą Małą i Ulatowo, praktycznie do rzeki Orzyc. Odwód armii stanowiła 8 DP skoncentrowana w okolicach Ościsłowa, pomiędzy Ciechanowem a Glinojeckiem. Przedmościa w Pułtusku, Zegrzu i Płocku obsadzały bataliony ON.
Bitwa graniczna
1 września
Nieprzyjaciel w sile około czterech wielkich jednostek uderzył z Prus Wschodnich w rejonie Mławy na odcinek 20 Dywizji Piechoty, a w rejonie Krzynowłogi Małej na Mazowiecką Brygadę Kawalerii. W ciężkich walkach 20 DP odparła natarcie, ale Mazowiecka Brygada Kawalerii zmuszona została do opuszczenia Krzynowłogów i cofała się na Przasnysz. W związku z tym dowódca Armii „Modlin” przesunął odwodową 8 Dywizje Piechoty w lukę pomiędzy 20 DP, a Maz. BK. W związku z niemieckim natarciem na prawe skrzydło Armii „Modlin” i jego postępami w rejonie Krzynowłogi w kierunku na Przasnysz, odwód SGO „Narew” przesunięty został za jej lewe skrzydło.

## Obsada personalna Kwatery Głównej Armii „Modlin”
Obsada personalna Kwatery Głównej Armii „Modlin”
Dowództwo
- dowódca armii – gen. bryg. Emil Krukowicz-Przedrzymirski

Adiutantura
- oficer do zleceń – mjr dypl. Jerzy Zaleski
- oficer ordynansowy dowódcy – kpt. Antoni Krzysztoporski

Samodzielny Referat Personalny
- kierownik referatu – mjr piech. rez. Tadeusz II Mierzejewski
- referent – kpt. Władysław Karbowski
- referent – kpt. Franciszek Kurbiel
- referent – por. Jan Leszczyński

### Dowódcy broni, etapów i służb podlegli bezpośrednio dowódcy armii
Dowództwo Artylerii
- dowódca artylerii – płk Michał Gałązka
- oficer sztabu – mjr Stanisław Bojanowski
- oficer sztabu – mjr Konrad Rowiński
- oficer sztabu – kpt. Eustachy Misiewicz

Dowództwo Broni Pancernych
- dowódca broni pancernych – ppłk br. panc. Michał Piwoszczuk
- oficer sztabu – mjr br. panc. inż. Romuald Prewysz-Kwinto
- oficer sztabu – mjr Jan Marian Peters
- oficer sztabu – kpt. Henryk Drabikowski

Dowództwo Lotnictwa i Obrony Przeciwlotniczej
- dowódca lotnictwa i OPL armii – płk pil. Tadeusz Prauss
- szef sztabu – ppłk pil. Bernard Adamecki
- referent operacyjny – mjr dypl. pil. Bohdan Kleczyński
- referent wywiadowczy – kpt. dypl. pil. Władysław Polesiński
- referent łączności obwodowej – por. łącz. Adam Julian Zawiliński
- referent służby dozorowania – kpt. łącz. rez. Jan Kralik
- referent techniczny i zaopatrzenia – mjr pil. Kazimierz Benz
- referent techniczny – ppor. lot. Jan Aleksander Domański
- referent zaopatrzenia – por. lotn. Mieczysław Galicki
- referent OPL czynnej – mjr art. Witold Kitkiewicz
- referent – kpt. art. Feliks Bohdanowicz

Dowództwo Saperów
- dowódca saperów – ppłk sap. inż. Leon Schmidt-Borudzki
- oficer sztabu – kpt. Władysław Horoszkiewicz
- oficer sztabu – kpt. Wiktor Kątkowski
- oficer sztabu – kpt. Roman Rolnik

Dowództwo Etapów
- dowódca etapów armii – płk dypl. Henryk Pomazański
- oficer sztabu – mjr dypl. Witold Grzembo
- oficer sztabu – kpt. Marek Winter

Szefostwo Służby Sprawiedliwości
- szef służby sprawiedliwości – płk aud. dr Jan Zygmunt Dąbrowski
- referent – ?

### Sztab
- szef sztabu – płk dypl. Stanisław Grodzki
- oficer ordynansowy – por. Witold Rómmel

Oddział I Organizacyjno-Mobilizacyjny
- szef Oddziału I – ppłk dypl. Stefan Mieczysław Mączyński
- oficer sztabu – mjr dypl. Romuald Stankiewicz
- oficer sztabu – mjr dypl. Zbigniew Osostowicz

Oddział II Wywiadu
- szef Oddziału II – ppłk dypl. Włodzimierz Bronisław Peucker
- oficer sztabu – mjr dypl. Władysław Harland
- oficer sztabu – mjr dypl. Władysław Mierzyński
- oficer sztabu – mjr Mieczysław Niemiec
- oficer sztabu – mjr Kazimierz Tomasik
- oficer sztabu – kpt. Jan Ludwig
- oficer sztabu – kpt. Edward Hermann

Oddział III Operacyjny
- szef Oddziału III – ppłk dypl. Ignacy Wądołkowski
- oficer sztabu – mjr dypl. Stanisław Mayer
- oficer sztabu – mjr dypl. Bohdan Olechowski
- oficer sztabu – mjr dypl. Mieczysław Jurkiewicz
- oficer sztabu – mjr dypl. Aleksander Mudry

Dowództwo Łączności
- dowódca Łączności – ppłk dypl. Stanisław Jamka
- oficer sztabu – mjr Władysław Synoś
- oficer sztabu – mjr dypl. Jerzy Kurpisz
- oficer sztabu – kpt. Zygmunt Zubalewicz
- oficer sztabu – kpt. Tadeusz Lenczowski

Szefostwo Służby Kolejnictwa
- szef Służby Kolejnictwa – mjr dypl. piech. Edward Izydor Wojciechowski
- oficer sztabu – mjr Maksymilian Lewin

Służba Geograficzna
- szef Służby Geograficznej – ?

Służba Broni Chemicznej
- szef Służby Broni Chemicznej – ?

Kancelaria
- kierownik kancelarii – kpt. Stanisław Jackowski
- zastępca kierownika – kpt. Marian Wondraczek

### Kwatermistrzostwo
- kwatermistrz – ppłk dypl. Czesław Szymon Oborski

Oddział IV Zaopatrzenia
- szef Oddziału IV – mjr dypl. Ernest Buchta
- oficer sztabu – mjr dypl. Franciszek Buczek
- oficer sztabu – kpt. dypl. Stanisław Niewiarowski
- oficer sztabu – kpt. dypl. Kazimierz Braliński

Szefostwo Służby Intendentury
- szef służby intendentury – ppłk int. z wsw Adam Gwido Langner
- oficer sztabu – ppłk Tadeusz Dąbrowski
- oficer sztabu – mjr Stefan Głowacz
- oficer sztabu – kpt. dypl. Arkadiusz Matkowski
- oficer sztabu – kpt. dypl. Karol Czekaj
- oficer sztabu – kpt. Stanisław Bigo

Szefostwo Służby Uzbrojenia
- szef służby uzbrojenia – mjr Karol Józef Modrany
- oficer sztabu – kpt. Stanisław Misiewicz

Szefostwo Służby Zdrowia
- szef służby zdrowia – płk dr Jan Pióro
- oficer sztabu – ppłk dr Kazimierz Łukasiewicz
- oficer sztabu – mjr rez. dr Jan Woźniakowski
- oficer sztabu – kpt. dr Cyryl Mockało

Dowództwo Żandarmerii
- dowódca żandarmerii – mjr żand. Tadeusz Kazimierz Kurzeja (I zastępca dowódcy 1 dywizjonu żandarmerii[12])
- referent – kpt. żand. Alfred Theuer

Dowództwo Taborów
- dowódca taborów armii – mjr Józef Zając
- oficer sztabu – kpt. Alojzy Litwora
- oficer sztabu – rtm. Jan Brzeżański
- oficer sztabu – rtm. Jan Zawadzki

- szef Służby Duszpasterstwa Wyznania Rzymskokatolickiego – starszy kapelan ks. Stanisław Małek
- kapelan greckokatolicki – ?
- szef Służby Duszpasterstwa Wyznań Niekatolickich – mjr Leon Mackiewicz
- rabin – ?
- kapelan prawosławny – ?
- kapelan ewangelicki – ?
- szef Służby Poczt Polowych – Bolesław Szczurek

### Komenda Kwatery Głównej Armii

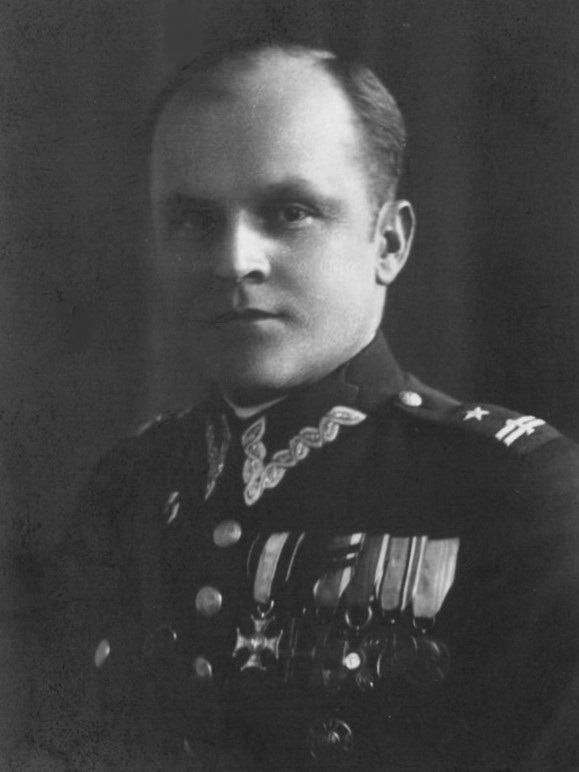
Witold Rosołowski (przed 1934)

- komendant Kwatery Głównej Armii – ppłk Witold Rosołowski
- zastępca komendanta – kpt. Kozicki
- zastępca komendanta – kpt. Walter
- adiutant komendanta – ppor. Zaborowski
- lekarz – por. dr Kaczyński
- oficer żywnościowy – ppor. rez. Olszewski
- oficer płatnik – ppor. rez. Czarnecki
- oficer kurier – por. Roman Jaworski
- oficer kurier – por. rez. Srocki
- oficer kurier – ppor. rez. Włodarkiewicz

## Ordre de Bataille Armii „Modlin” 1 września 1939
- Kwatera Główna Armii w Modlinie, w koszarach CWSap.
- Mazowiecka Brygada Kawalerii
  - Kwatera Główna Maz. BK w Przasnyszu
- Kwatera Główna Grupy Operacyjnej Kawalerii Nr 2
  - dowódca grupy – gen. bryg. Marian Przewłocki (mob. dowództwo Kresowej Brygady Kawalerii
- 8 Dywizja Piechoty
  - Kwatera Główna 8 DP w m.
  - bateria artylerii przeciwlotniczej motorowa nr 89 typ „B” mob. w 9 dywizjonie artylerii przeciwlotniczej w Brześciu dla Nowogródzkiej BK (przydzielona w miejsce baterii artylerii przeciwlotniczej motorowej nr 8 typ „A”)
- 20 Dywizja Piechoty
  - batalion ON „Mazurski I”
  - 1 batalion karabinów maszynowych i broni towarzyszącej
  - 59 dywizjon artylerii lekkiej
  - 78 dywizjon artylerii lekkiej
  - 88 dywizjon artylerii ciężkiej
  - bateria artylerii przeciwlotniczej motorowej nr 81 typ „B” mob. w 1 pułk artylerii przeciwlotniczej w Warszawie dla Mazowieckiej BK (przydzielona w miejsce baterii artylerii przeciwlotniczej motorowej nr 20 typ „A”)
- Nowogródzka Brygada Kawalerii

Obszar Warowny „Modlin”
- III batalion 32 pułku piechoty
- IV batalion 32 pułku piechoty
- V batalion 32 pułku piechoty
- VI batalion 32 pułku piechoty
- VII batalion 32 pułku piechoty
- batalion marszowy 56 pułku piechoty

Przedmoście „Płock”
- I Warszawski batalion ON
- 15 bateria artylerii konnej

Przedmoście „Wyszogród”
- dowódca załogi – kpt. Kuźmiński
- 1 kompania

Przedmoście „Zegrze”
- dowództwo Warszawskiej Brygady ON
- batalion ON „Warszawski II”

Przedmoście „Pułtusk”
- dowódca załogi – mjr Jan Kazimierz Mazur
- III Warszawski batalion ON
- III batalion 115 pułku piechoty – mjr Władysław Klucz
- batalion marszowy 13 pułku piechoty – kpt. Wachtang Abaszydze
- kompania saperów KOP „Wilejka”
- pluton artylerii pozycyjnej nr 12

Przedmoście „Różan”
- 115 pułk piechoty (bez III batalionu)
- I dywizjon 61 pułku artylerii lekkiej
- pluton artylerii pozycyjnej nr 11

Artyleria
- 1 pułk artylerii ciężkiej w Modlinie w trakcie mobilizacji:
  - I dywizjon 1 pac (105 mm armaty wz. 1929),
  - II dywizjon 1 pac (155 mm haubice wz. 1917)
- 46 dywizjon artylerii ciężkiej w Modlinie, w trakcie mobilizacji (120 mm armaty wz. 1878/09/31),
- 47 dywizjon artylerii ciężkiej w Modlinie, w trakcie mobilizacji (120 mm armaty wz. 1878/09/31),
- 98 dywizjon artylerii ciężkiej (nie dotarł)
- 71 dywizjon artylerii lekkiej
- 11 dywizjon artylerii najcięższej
- 5 kompania balonów obserwacyjnych
- 7 kompania balonów obserwacyjnych (od 5 września)
- 5 bateria pomiarów artylerii
- pluton artylerii pozycyjnej nr 13
- pluton artylerii pozycyjnej nr 14

Bronie pancerne
- 62 samodzielna kompania czołgów rozpoznawczych
- 63 samodzielna kompania czołgów rozpoznawczych
- pociąg pancerny nr 13 „Generał Sosnkowski”

Lotnictwo i Obrona Przeciwlotnicza Armii „Modlin”
- Dowództwo Lotnictwa i OPL Armii
- III/5 dywizjon myśliwski
  - 152 eskadra myśliwska
- 41 eskadra rozpoznawcza
- 53 eskadra obserwacyjna
- pluton łącznikowy nr 11
- Ośrodek OPL Modlin (obrona mostów na Bugu i Narwi)
  - bateria artylerii przeciwlotniczej motorowa nr 8 typ A mob. 1 pułk artylerii przeciwlotniczej w Warszawie dla 8 DP
    - dowódca baterii – kpt. Józef Płodowski

  - kompania karabinów maszynowych przeciwlotniczych typ „B” nr 14 mob. 32 pułk piechoty w Modlinie
- Ośrodek OPL Płock (obrona mostów na Wiśle)
  - bateria artylerii przeciwlotniczej motorowa nr 19 typ A mob. 3 dywizjon artylerii przeciwlotniczej w Wilnie dla 19 DP
    - dowódca baterii – kpt. Zdziarski

  - kompania karabinów maszynowych przeciwlotniczych typ „B” nr 118 mob. 4 pułk strzelców konnych w Płocku
  - kompania karabinów maszynowych przeciwlotniczych typ „A” nr 1 mob. 13 pułk piechoty w Pułtusku na Przedmościu „Różan”
  - kompania karabinów maszynowych przeciwlotniczych typ „A” nr 2 mob. 32 pułk piechoty w Modlinie

Saperzy
- 60 batalion saperów typ I (bez kompletu środków minersko-zaporowych i przeprawowych) mob. w CWSap. w Modlinie
- kompania mostów ciężkich typ II (konna) nr 17 mob. batalion mostowy w Modlinie
  - dowódca kompanii – por. Maciej Szonert
- kompania Mostów Ciężkich typ II (konna) nr 19 mob. batalion mostowy w Modlinie
  - dowódca kompanii – por. Wiesław Stepanoff
- ciężka kolumna pontonowa typ I (motorowa) nr 11 mob. batalion mostowy w Modlinie
  - dowódca kompanii – kpt. Michał Prozwicki
- pluton przepraw rzecznych typ I nr 12 mob. batalion mostowy w Modlinie
  - dowódca plutonu – por. Michał Jankiewicz
- pluton przepraw rzecznych typ II nr 14 mob. batalion mostowy w Modlinie
  - dowódca plutonu – por. Tadeusz Łochowski
- lekka kolumna pontonowa typ II nr
- lekka kolumna pontonowa typ II nr
- rezerwowa kompania saperów nr 111
- rezerwowa kompania saperów nr 112
- rezerwowa kompania saperów nr 113
- rezerwowa kompania saperów nr 138
- rezerwowa kompania saperów nr 115 na Przedmościu „Różan”
- rezerwowa kompania saperów nr
- rezerwowa kompania saperów nr
- pluton mostowy 4-tonowy nr 60 mob. w CWSap. w Modlinie
- pluton mostowy 4-tonowy nr
- szefostwo fortyfikacji typ I Modlin mob. w CWSap. w Modlinie
- dowództwo grupy fortyfikacyjnej nr mob. w CWSap. w Modlinie
- dowództwo grupy fortyfikacyjnej nr mob. w CWSap. w Modlinie
- samodzielny pluton elektrotechniczny nr mob. batalion elektrotechniczny w Modlinie
- samodzielny pluton elektrotechniczny nr mob. batalion elektrotechniczny w Modlinie
- pluton elektrotechniczny specjalny nr mob. batalion elektrotechniczny w Modlinie
- grupa Wojsk Kolejowych nr 53 sformowana 31 VIII 1939 przez 1 batalion mostów kolejowych w Krakowie
  - dowódca grupy – kpt. Włodzimierz Wojciechowski
  - kompania mostów kolejowych nr 22 mob. w 2 batalionie mostów kolejowych w Legionowie, w I rzucie mob. powszechnej, -5-
    - dowódca kompanii – kpt. Filip Krajewski
- pociąg elektrogeneratorowy normalnotorowy nr 12 mob. w batalionie silnikowym w Modlinie, w II rzucie mob. powszechnej, X+3
- pociąg elektrogeneratorowy normalnotorowy nr 19 mob. w batalionie silnikowym w Modlinie, w II rzucie mob. powszechnej, X+5

Łączność
- kompania radio nr 2[b] – por. łącz. Platonoff[17] (?)
- kompania stacyjna nr 2 – por. łącz. Konrad Bogacki
  - dowódca I plutonu – ppor. łącz. Tadeusz Stanisław Bugaj
  - zastępca dowódcy I plutonu – plut. pchor. / ppor. łącz. Zdzisław Lipniacki
  - dowódca II plutonu – ppor. łącz. rez. Matecki, a po kilku dniach ppor. łącz. rez. Świętosławski (?)
  - dowódca III plutonu – plut. pchor. Jan Woronowicz
  - dowódca IV plutonu – plut. pchor. Kazimierz Woicki
- kompania telefoniczno-budowlana nr 2 – por. łącz. rez. inż. Lech Bohdan Sierzpowski
  - dowódca plutonu – ppor. łącz. rez. Seweryn Kempfi[18]
- kompania telefoniczno-kablowa nr 2 – ppor. łącz. Paweł Franciszek Józef Wilhelm Zimny
- kompania telefoniczno-kablowa nr 3 – por. łącz. rez. Karol Wójcik[c][d]
- kompania telefoniczno-kablowa nr 6[e] – por. Becker[17] (?)
- samodzielna drużyna gołębi pocztowych nr 2[f]
- samodzielna drużyna gołębi pocztowych nr 5
- park łączności nr 2[g] – por. łącz. rez. inż. Stanisław Jan Teichfeld[h]

Kwatera Główna Armii nr 31 mobilizowana przez DOK I
- kompania asystencyjna nr 204
- kompania gospodarcza
- kolumna samochodów osobowych nr 11 mob. przez 3 batalion pancerny
- pluton pieszy żandarmerii nr 139
- sąd polowy nr 74 mobilizowany przez DOK I
- sąd polowy nr 75 mobilizowany przez DOK I

Służby
- Dowództwo Grupy Marszowej Służb typ I nr 11[i]
  - dowódca grupy – kpt. Ziembiński[27]
  - adiutant – ppor. tab. rez. Jerzy Edward Bormann
  - lekarz weterynarii – por. rez. lek. wet. Roman Kurowiecki
- park intendentury nr 161

Łącznie armia liczyła:
- 28 batalionów piechoty
- 37 szwadronów kawalerii
- 180 dział
- 12 dział przeciwlotniczych
- 26 czołgów różnych typów
- 1 pociąg pancerny
- 31 samolotów różnych typów